# Reach (azienda)
Reach plc (Trinity Mirror tra il 1999 e il 2018) è una casa editrice britannica che pubblica principalmente i giornali: The Daily Mirror, Sunday Mirror, The Sunday People e, in Scozia, Sunday Mail e Daily Record, oltre a circa 200 giornali regionali o locali.
La sua sede principale si trova a Londra a Canary Wharf. È quotata alla Borsa di Londra nel FTSE SmallCap Index. 